# Pfaffenschlag bei Waidhofen an der Thaya
Pfaffenschlag bei Waidhofen a.d.Thaya ist eine Gemeinde mit 904 Einwohnern (Stand 1. Jänner 2025) im Bezirk Waidhofen an der Thaya in Niederösterreich.

## Geografie
Pfaffenschlag bei Waidhofen an der Thaya liegt im nördlichen Waldviertel. Die Fläche der Gemeinde umfasst 29,67 km². Etwa 36 % der Fläche sind bewaldet.

### Gemeindegliederung
Das Gemeindegebiet umfasst acht Katastralgemeinden und gleichnamige Ortschaften (Fläche Stand 31. Dezember 2023, Bevölkerung am 1. Jänner 2025):
- Arnolz (264 ha, 75 Ew.)
- Artolz (390,88 ha, 48 Ew.)
- Eisenreichs (205,02 ha, 46 Ew.)
- Großeberharts (401,42 ha, 83 Ew.), die Ortschaft trägt den abweichenden Namen Groß-Eberharts
- Kleingöpfritz (547,16 ha, 106 Ew.)
- KG Pfaffenschlag (546,62 ha), OS Pfaffenschlag bei Waidhofen an der Thaya (420 Ew.)
- Rohrbach (468,92 ha, 53 Ew.)
- Schwarzenberg (142,69 ha, 73 Ew.)

### Nachbargemeinden
| Eggern           | Gastern                                     |                        |
| Heidenreichstein | Kompassrose, die auf Nachbargemeinden zeigt | Thaya                  |
|                  | Waidhofen an der Thaya-Land                 | Waidhofen an der Thaya |

## Geschichte
Der Ortsteil Groß-Eberharts wurde 1112 erstmals urkundlich erwähnt, Rohrbach im Jahr 1365 und Arnolz 1230.
Seit der Ergänzung mit dem Namenszusatz hat Pfaffenschlag Österreichs längsten Gemeindenamen (40 Zeichen), auch in der amtlichen Fassung Pfaffenschlag bei Waidhofen a.d.Thaya (37), und auch ohne Leerzeichen (35), dann folgen St. Georgen bei Obernberg am Inn und St. Marienkirchen an der Polsenz (je 32 mit Leerzeichen) – und auch mit ersterem der mit den meisten Worten.
Im Zuge der Niederösterreichischen Kommunalstrukturverbesserung wurden am 1. Jänner 1971 die Gemeinden  Großeberharts und  Kleingöpfritz eingegliedert, dazu kam am 1. Jänner 1972 die Katastralgemeinde Rohrbach aus der Gemeinde Rohrbach (Bezirk Gmünd).

### Einwohnerentwicklung
Nach dem Ergebnis der Volkszählung 2001 gab es 980 Einwohner. 1991 hatte die Gemeinde 970 Einwohner, 1071 im Jahr 1981 und 1193 im Jahr 1971.
| Pfaffenschlag bei Waidhofen an der Thaya: Einwohnerzahlen von 1869 bis 2025 | Pfaffenschlag bei Waidhofen an der Thaya: Einwohnerzahlen von 1869 bis 2025 | Pfaffenschlag bei Waidhofen an der Thaya: Einwohnerzahlen von 1869 bis 2025 | Pfaffenschlag bei Waidhofen an der Thaya: Einwohnerzahlen von 1869 bis 2025 | Pfaffenschlag bei Waidhofen an der Thaya: Einwohnerzahlen von 1869 bis 2025 |
| --------------------------------------------------------------------------- | --------------------------------------------------------------------------- | --------------------------------------------------------------------------- | --------------------------------------------------------------------------- | --------------------------------------------------------------------------- |
| Jahr                                                                        |                                                                             |                                                                             |                                                                             | Einwohner                                                                   |
| 1869                                                                        | 1869                                                                        |                                                                             | 1.570                                                                       | 1.570                                                                       |
| 1880                                                                        | 1880                                                                        |                                                                             | 1.712                                                                       | 1.712                                                                       |
| 1890                                                                        | 1890                                                                        |                                                                             | 1.578                                                                       | 1.578                                                                       |
| 1900                                                                        | 1900                                                                        |                                                                             | 1.614                                                                       | 1.614                                                                       |
| 1910                                                                        | 1910                                                                        |                                                                             | 1.709                                                                       | 1.709                                                                       |
| 1923                                                                        | 1923                                                                        |                                                                             | 1.572                                                                       | 1.572                                                                       |
| 1934                                                                        | 1934                                                                        |                                                                             | 1.495                                                                       | 1.495                                                                       |
| 1939                                                                        | 1939                                                                        |                                                                             | 1.425                                                                       | 1.425                                                                       |
| 1951                                                                        | 1951                                                                        |                                                                             | 1.339                                                                       | 1.339                                                                       |
| 1961                                                                        | 1961                                                                        |                                                                             | 1.247                                                                       | 1.247                                                                       |
| 1971                                                                        | 1971                                                                        |                                                                             | 1.193                                                                       | 1.193                                                                       |
| 1981                                                                        | 1981                                                                        |                                                                             | 1.071                                                                       | 1.071                                                                       |
| 1991                                                                        | 1991                                                                        |                                                                             | 970                                                                         | 970                                                                         |
| 2001                                                                        | 2001                                                                        |                                                                             | 980                                                                         | 980                                                                         |
| 2011                                                                        | 2011                                                                        |                                                                             | 953                                                                         | 953                                                                         |
| 2021                                                                        | 2021                                                                        |                                                                             | 930                                                                         | 930                                                                         |
| 2025                                                                        | 2025                                                                        |                                                                             | 904                                                                         | 904                                                                         |
| Quelle(n): Statistik Austria, Gebietsstand 1.1.2021                         |                                                                             |                                                                             |                                                                             |                                                                             |

## Kultur und Sehenswürdigkeiten

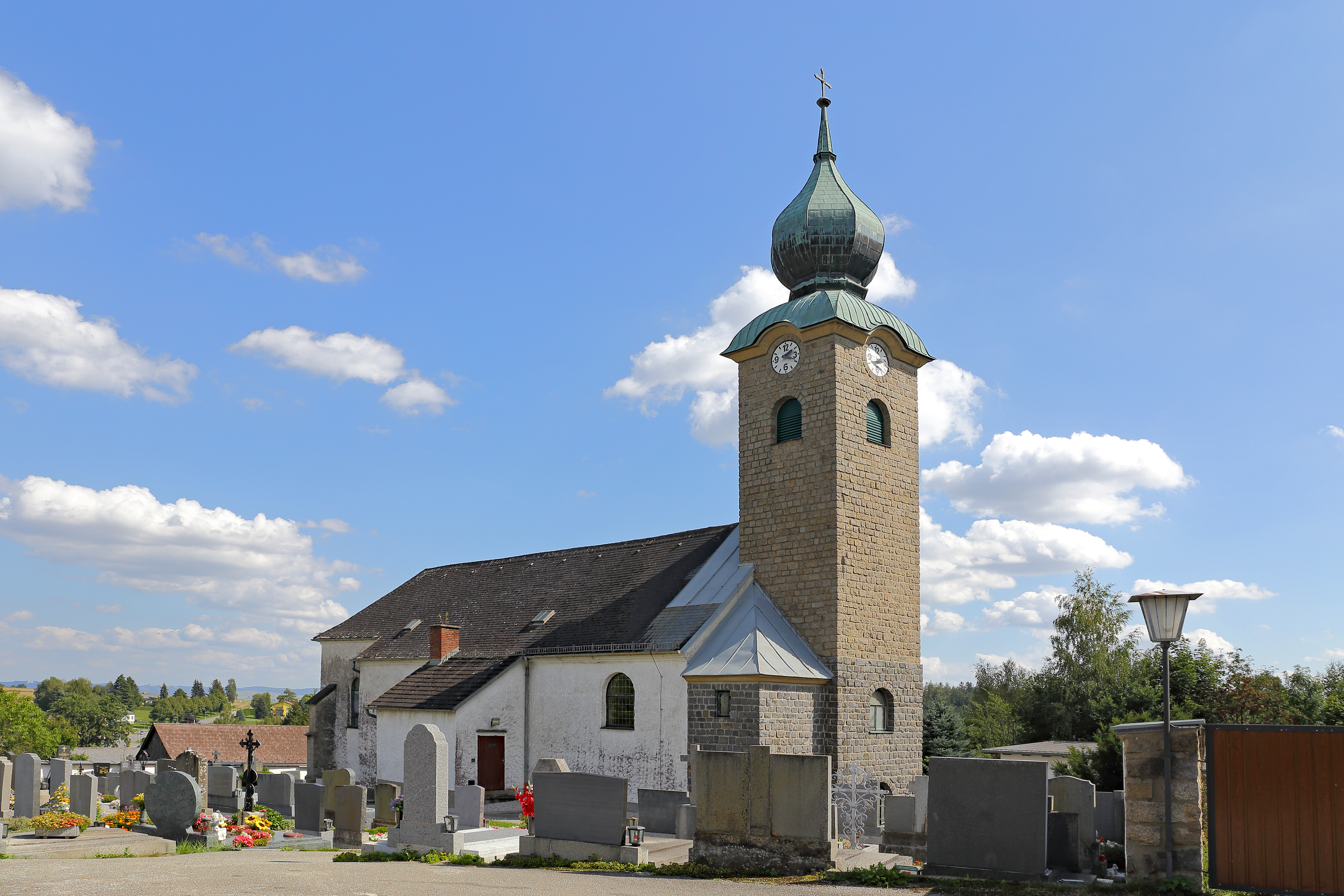
Pfarrkirche Pfaffenschlag

- Römisch-Katholische Pfarrkirche Pfaffenschlag (Patrozinium: hl. Martin): Die Kirche ist im Kern romanisch und gotisch und wurde im 19. Jahrhundert umgestaltet. Der Hochaltar stammt aus der Zeit um 1720.
- In Kleingöpfritz steht seit 1783 eine Ortskapelle, die 1895 ausgebaut wurde.
- Die Ortskapelle in Rohrbach wurde in der ersten Hälfte des 19. Jahrhunderts errichtet.
- In Groß-Eberharts besteht eine Ortskapelle mit neobarockem Altar zumindest seit 1873.
- Die Ortskapelle von Artolz wurde 1874 erbaut und erhielt 1904 einen Turm.
- Im Osten von Pfaffenschlag steht eine steinerne Statue des Heiligen Johannes von Nepomuk aus dem 18. Jahrhundert.

### Vereine
In Pfaffenschlag gibt es folgende Vereine:
- Dorferneuerungsverein Artolz
- Freiwillige Feuerwehr Pfaffenschlag
- Landjugend Pfaffenschlag
- SC W.E.B. Pfaffenschlag: Der Sportclub Pfaffenschlag wurde am 25. Juli 1953 gegründet. Die Vereinsfarben sind Schwarz und Weiß. Hauptsponsor ist die WEB Windenergie AG. In der Saison 2024/25 trat der Club in der 2. Klasse Waldviertel Zentral an.[5]

## Wirtschaft und Infrastruktur

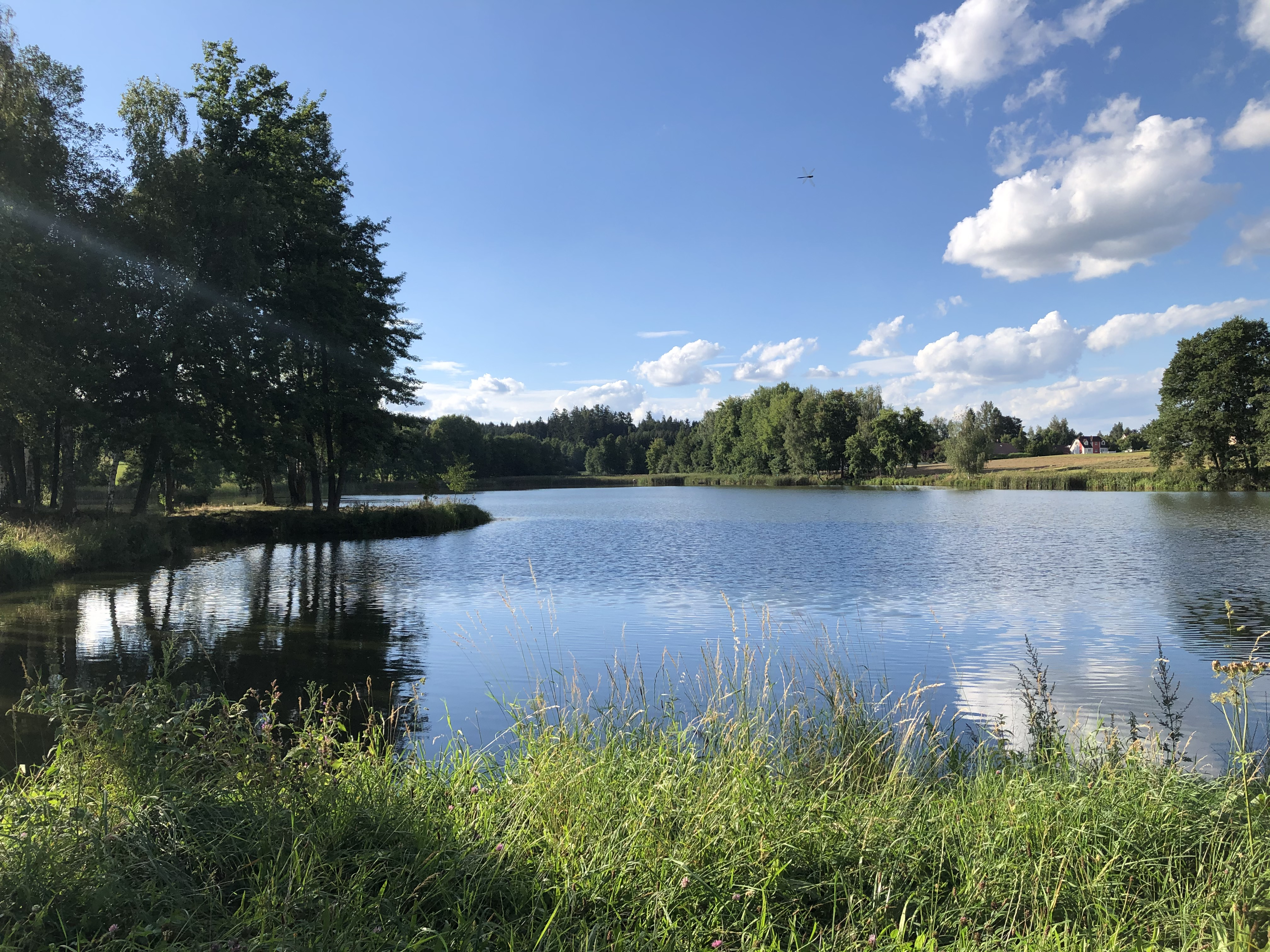
Flohteich in Pfaffenschlag

Im Jahr 2010 gab es in der Gemeinde 89 land- und forstwirtschaftliche Betriebe. Mit Stand von 2011 waren zudem 38 nichtlandwirtschaftliche Arbeitsstätten ausgewiesen. Die Zahl der Erwerbstätigen am Wohnort lag 2011 bei 460, was einer Erwerbsquote von 51,31 Prozent entspricht. Größter Arbeitgeber ist die WEB Windenergie.

### Öffentliche Einrichtungen
In Pfaffenschlag gibt es eine 1907 erbaute Volksschule sowie einen Kindergarten.

## Politik

### Gemeinderat
Der Gemeinderat hat 15 Mitglieder.

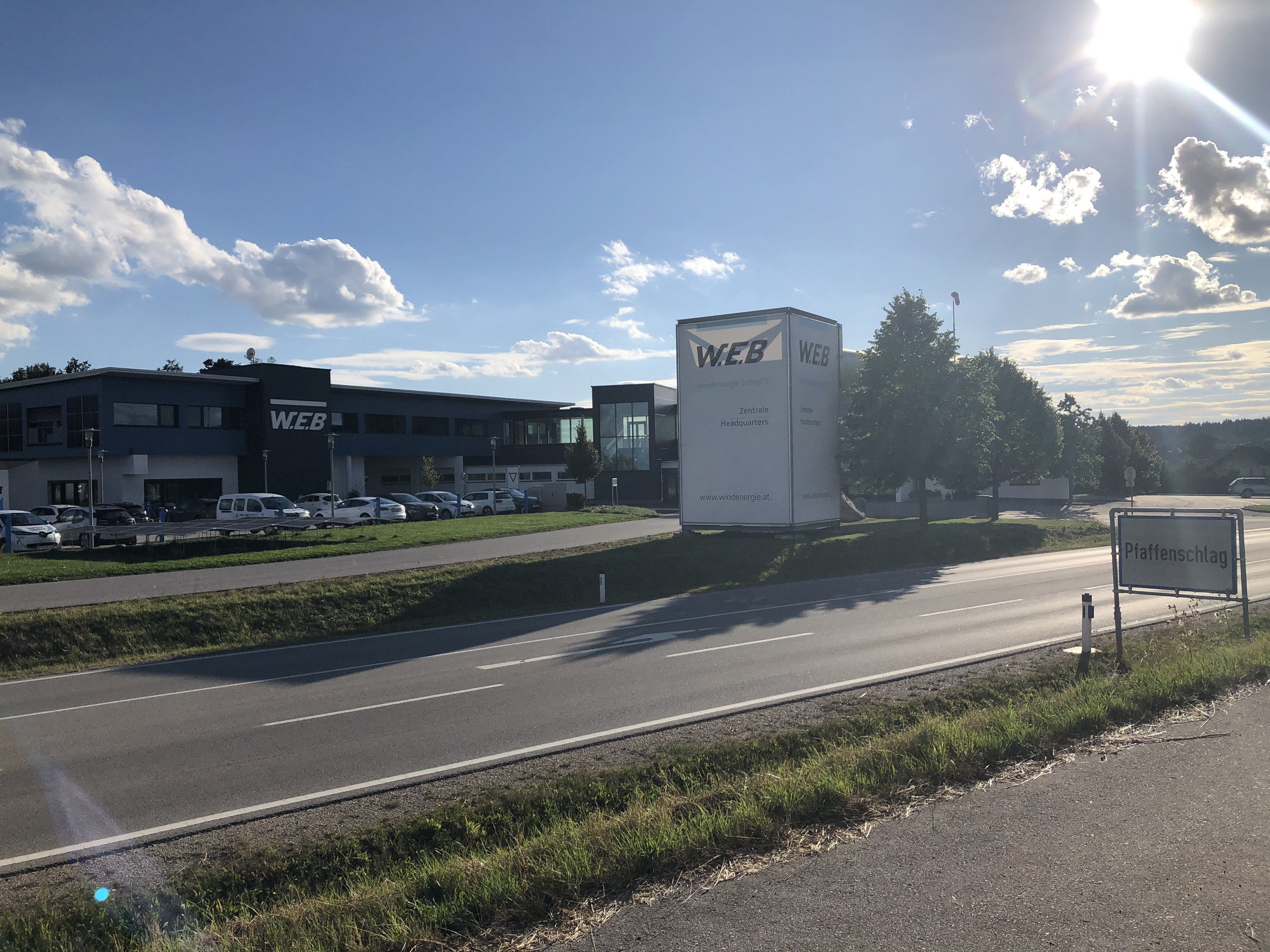
Ortseinfahrt Pfaffenschlag mit Blick auf die W.E.B

- Mit den Gemeinderatswahlen in Niederösterreich 1990 hatte der Gemeinderat folgende Verteilung: 12 ÖVP, 2 FPÖ, und 1 SPÖ.
- Mit den Gemeinderatswahlen in Niederösterreich 1995 hatte der Gemeinderat folgende Verteilung: 12 ÖVP, 2 FPÖ, und 1 SPÖ.[8]
- Mit den Gemeinderatswahlen in Niederösterreich 2000 hatte der Gemeinderat folgende Verteilung: 12 ÖVP, 2 FPÖ, und 1 SPÖ.[9]
- Mit den Gemeinderatswahlen in Niederösterreich 2005 hatte der Gemeinderat folgende Verteilung: 13 ÖVP, 1 FPÖ, und 1 SPÖ.[10]
- Mit den Gemeinderatswahlen in Niederösterreich 2010 hatte der Gemeinderat folgende Verteilung: 13 ÖVP, und 2 FPÖ.[11]
- Mit den Gemeinderatswahlen in Niederösterreich 2015 hatte der Gemeinderat folgende Verteilung: 13 ÖVP, und 2 FPÖ.[12]
- Mit den Gemeinderatswahlen in Niederösterreich 2020 hatte der Gemeinderat folgende Verteilung: 12 ÖVP, 2 FPÖ und 1 SPÖ.[13]
- Mit den Gemeinderatswahlen in Niederösterreich 2025 hat der Gemeinderat folgende Verteilung: 11 ÖVP, 3 FPÖ und 1 SPÖ.[14]

### Bürgermeister
- bis 2013 Johannes Semper (ÖVP)
- 2014–2023 Willibald Pollak (ÖVP)
- seit 2023 Werner Liebhart (ÖVP)[15]

## Persönlichkeiten

### Ehrenbürger der Gemeinde
- Johannes Semper, Bürgermeister von Pfaffenschlag bei Waidhofen an der Thaya 1993–2013[16]

### Ehrenring der Gemeinde
- Willibald Pollak, ehemaliger Bürgermeister (Verleihung 2023)[17]

### Söhne und Töchter der Gemeinde
- Kurt Baumgartner (* 1943), Amateurboxer

### Mit der Gemeinde verbundene Persönlichkeiten
- Franz Xaver Ölzant (* 1934), Bildhauer
- Gottfried Waldhäusl (* 1965), Landwirt und Politiker (FPÖ)